# Avos
Avos (Russisch: Авось, Japans: Abosu, Hokake of Hanotke) is een rotseilandengroep van de Noordelijke groep van de Grote Koerilen, onderdeel van de door Rusland bestuurde eilandenarchipel de Koerilen. De eilanden zijn bestuurlijk gezien onderdeel van het district Severo-Koerilski van de oblast Sachalin. De eilanden liggen op 20 kilometer ten zuidwesten van Makanroesji. De rotsen werden vernoemd naar de Russische korvet Avos.
De rotsen zijn overblijfselen van een vulkanische kegel, die werd vernietigd door een tsunami. De hoogste rots (Skala) steekt 35 meter boven de zeespiegel uit en heeft een bruine kleur. De rots is onderzees verbonden met 4 andere rotsen met hoogtes van 7,2 tot 15 meter, met de rots Chokake (op 300 meter afstand) en met een ondiep rif ten noordoosten ervan. De onderzeese rug is bedekt met algen.
Op de rotsen komen stellerzeeleeuwen samen. Op de rotsen nestelen vooral veel aalscholvers, vogels uit het geslacht van de uria en zeemeeuwen.